# Begonia sect. Donaldia
Begonia secc. Donaldia es una sección del género Begonia, perteneciente a la familia de las begoniáceas, a la cual pertenecen las siguientes especies:

## Especies
| - Begonia burle-marxii - Begonia dasycarpa - Begonia egleri - Begonia heloisana - Begonia jairii - Begonia saxicola - Begonia ulmifolia |